# ユークレース
ユークレース（脆玉石、英語: euclase)は、 ベリリウム珪酸塩鉱物の一種である。

## 概要
結晶の色は非常に薄い青色から濃い青色に至り、また不純物により、無色、白色、緑色の場合がある。へき開は完全で、傾斜軸面に対して平行であり、これをルネ＝ジュスト・アユイはギリシャ語の簡単を意味する(εὖ)と割れるを意味する(κλάσις)をあわせユークレースという名前を提案した。和名に脆玉石がある。
完全な劈開であるため結晶が欠けやすく、宝石や宝飾品としての扱いが難しい。カットする際ベリルやトパーズに類似しており、それにより比重(3.1)と近い値を得ており、モース硬度も(7.5)と、緑柱石（7.5から8）と同様であり、トパーズ(8)より少し軟らかい。 主要な産地は、ジンバブエ、ブラジル、コロンビア。日本国内では、岐阜県中津川市の福岡鉱山で微細な結晶が発見されているのみ。